# مارك يانكو

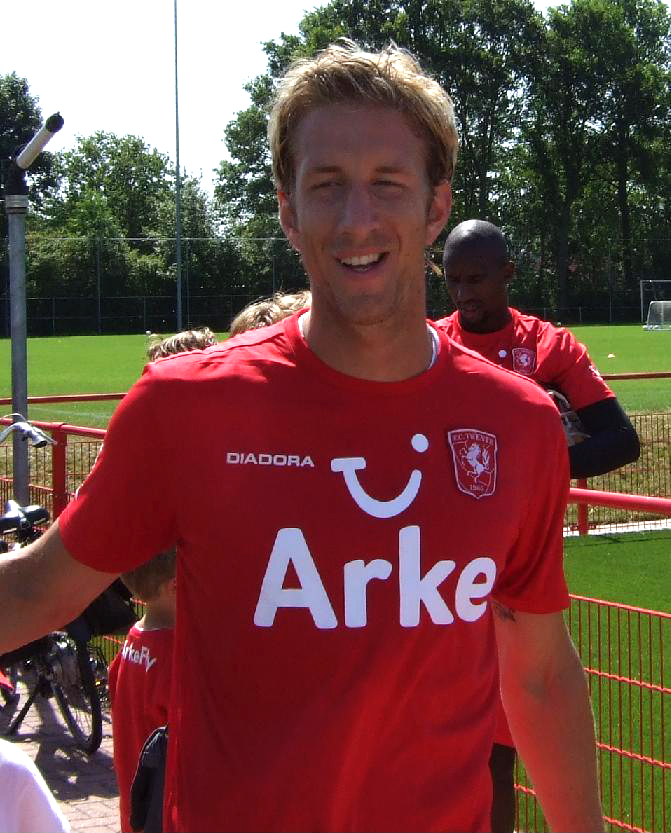

مارك يانكو (بالألمانية: Marc Janko)‏ (مواليد 25 يونيو 1983 في فيينا) لاعب كرة قدم نمساوي دولي يجيد اللعب في خط الهجوم. يلعب حاليا لصالح نادي تفينتي الهولندي منذ 2010.

## روابط خارجية
- مارك يانكو على موقع ميوزك برينز (الإنجليزية)
- مارك يانكو على موقع الاتحاد الأوربي (الإنجليزية)
- مارك يانكو على موقع اتحاد تركيا (لاعب) (الإنجليزية)
- مارك يانكو على موقع قاعدة بيانات كرة القدم.إي يو (الإنجليزية)
- مارك يانكو على موقع ليكيب (الفرنسية)
- مارك يانكو على موقع ناشيونال فوتبول تيمز (الإنجليزية)
- مارك يانكو على موقع Soccerbase.com (لاعب) (الإنجليزية)
- مارك يانكو على موقع Soccerway.com (الإنجليزية)
- مارك يانكو على موقع عالم كرة القدم.نت (الإنجليزية)
- مارك يانكو على موقع AS.com (الإسبانية)